# Labidochromis caeruleus
Labidochromis caeruleus és una espècie de peix de la família dels cíclids i de l'ordre dels perciformes. Va ser descrit el 1956 per G.Fryer.
Poden assolir fins a 8,1 cm de longitud total. Es troba a l'Àfrica oriental: nord-oest del llac Malawi.